# کهن‌خویش سینه‌قهوه‌ای
کهن‌خویش سینه‌قهوه‌ای (نام علمی: Pseudalethe poliocephala) نام یک گونه از سرده کهن‌خویش‌نماها است.